# 스타레메스토 (브라티슬라바)

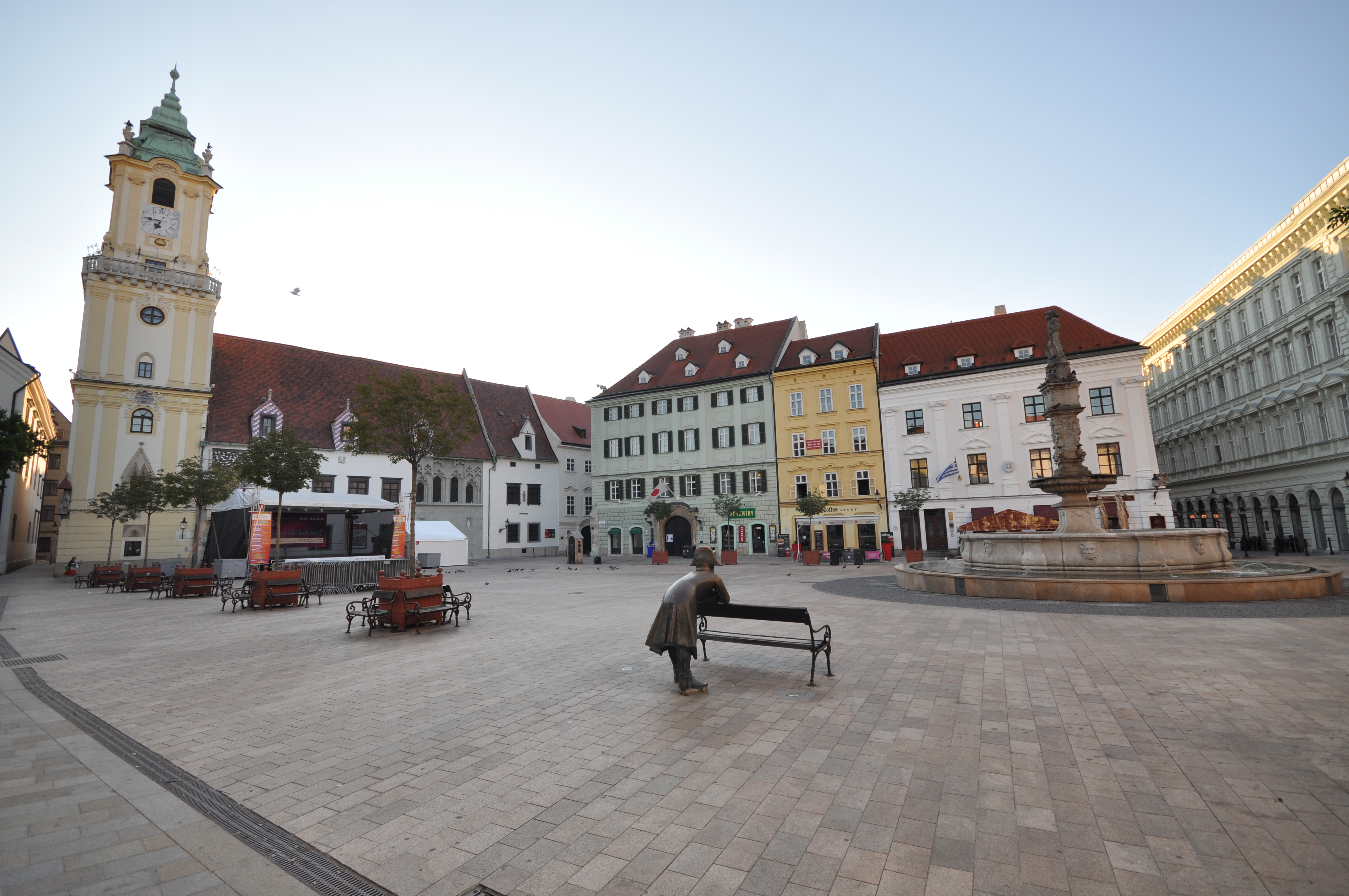
브라티슬라바의 중앙광장

스타레메스토(슬로바키아어: Staré Mesto)는 슬로바키아 브라티슬라바주 브라티슬라바의 역사적 중심지이자 자치구 중 하나다. 면적이 가장 작은 슬로바키아 행정 구역인 브라티슬라바 1구와 같은 구역에 있다. 작지만 잘 보존된 중세 도심, 브라티슬라바성 및 여러 중요 랜드마크가 있다. 스타레메스토에는 많은 교회, 브라티슬라바 강변, 문화 기관이 있으며, 슬로바키아 국가평의회, 슬로바키아 정부 의 소재지인 여름 대주교 궁전, 슬로바키아 대통령저인 그라살코비흐궁을 포함한 대부분의 외국 대사관과 중요한 슬로바키아 기관이 있는 곳이기도 하다.